# Gymnelus viridis
Gymnelus viridis — вид костистих риб родини бельдюгових (Zoarcidae).

## Поширення
Риба зустрічається у Північно-Льодовитому океані та Беринговому морі біля берегів Гренландії, Канади та Аляски на глибині до 320 м.

## Опис
Максимальна довжина тіла сягає до 56 см. Мешкає на континентальному шельфі, в основному на мілководді; як правило, живе на піщаному або мулистому дні серед водоростей. Живиться ракоподібними, черв'яками і молюсками.